# Farol de Vale Formoso
O Farol de Vale Formoso é um farol português localizado perto de Capelo no lado sul da península mais ocidental da ilha do Faial nos Açores.
Torre troncónica em betão pintada de branco, com galeria e uma pequena e moderna lanterna pintadas de vermelho.

## História
O farol foi construído nos finais da década de 1950 a cerca de 2,5 km a sudeste do Farol dos Capelinhos e em sua substituição, devido a este ter sido parcialmente destruído, em 1957, pela erupção do vulcão dos Capelinhos.

## Características
Emite dois relâmpagos longos com a característica: luz 2s, eclipse 2s, luz 2s, eclipse 4s.

## Outras informações
- Farol activo
- Local aberto, torre fechada.

## Galeria

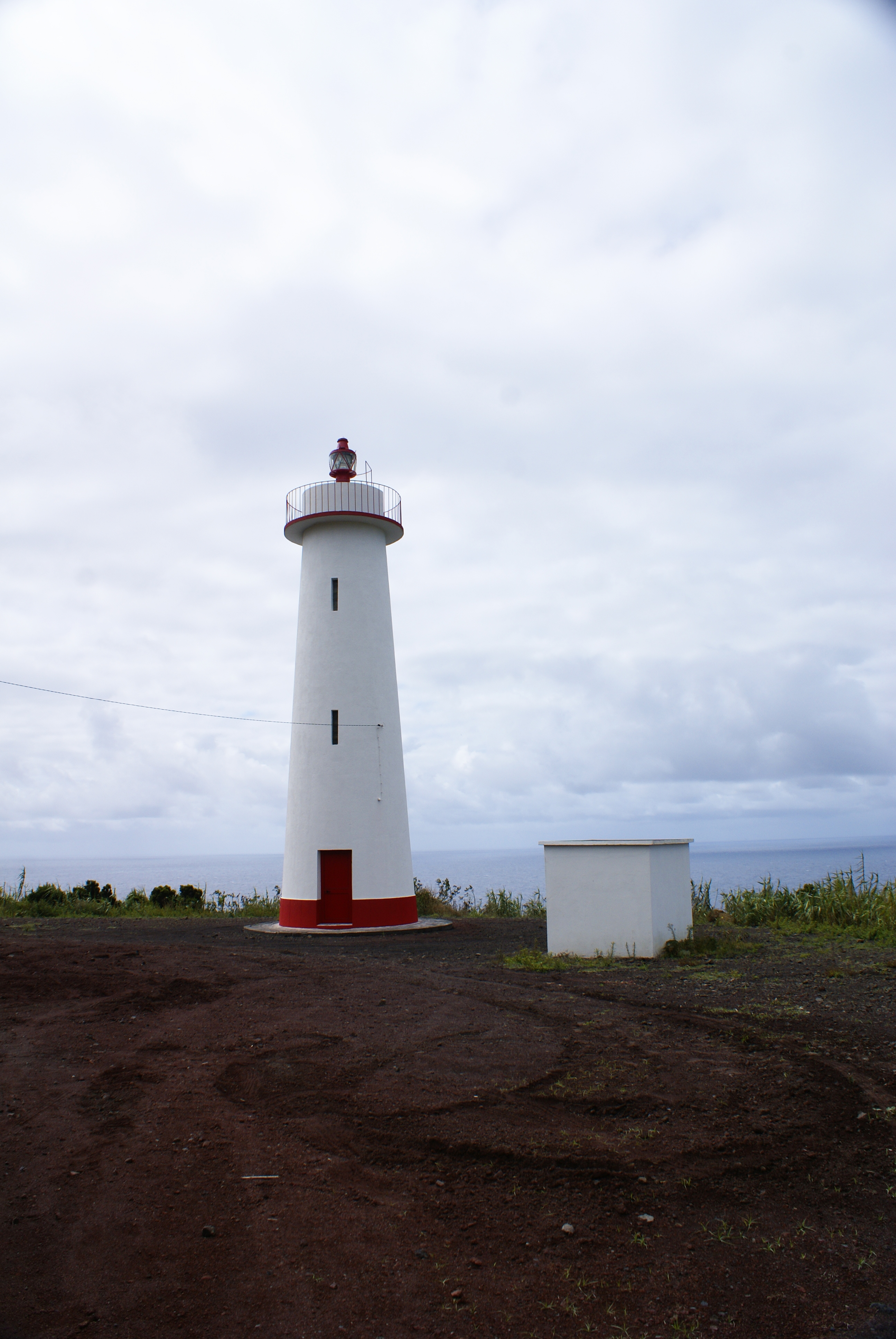
Farol de Vale Formoso, Capelo